# Caterino Mazzolà
Caterino Tommaso Mazzolà (Longarone, 18 de gener de 1745 - Venècia, 16 de juliol de 1806) fou un poeta i llibretista italià. Nascut en una família benestant de les illes de Murano, ell i la seva família es va traslladar a Venècia al voltant de 1767, però després d'uns pocs anys es va traslladar a Treviso. Es va casar en 1780 i havent ja conegut Giacomo Casanova i Lorenzo Da Ponte, va començar a treballar com a llibretista.